# Лупені
Лупе́ні (Lupeni), місто на заході Румунії, у Трансільванії, у повіті Хунедоара. 31,4 тисячі жителів (2002).
Центр видобутку та збагачення вугілля у західній частині Петрошанського вугільного басейну. Виробництво штучних волокон, деревообробка.